# Settimo Vittone
Settimo Vittone is een gemeente in de Italiaanse provincie Turijn (regio Piëmont) en telt 1579 inwoners (31-12-2004). De oppervlakte bedraagt 23,2 km², de bevolkingsdichtheid is 68 inwoners per km².
De volgende frazioni maken deel uit van de gemeente: Cesnola, Torredaniele, Montestrutto.

## Demografie
Settimo Vittone telt ongeveer 737 huishoudens. Het aantal inwoners daalde in de periode 1991-2001 met 5,9% volgens cijfers uit de tienjaarlijkse volkstellingen van ISTAT.
| Jaar | Inwoneraantal |
| ---- | ------------- |
| 1991 | 1684          |
| 2001 | 1585          |

## Geografie
Settimo Vittone grenst aan de volgende gemeenten: Lillianes (AO), Graglia (BI), Carema, Donato (BI), Quincinetto, Andrate, Tavagnasco, Nomaglio, Borgofranco d'Ivrea, Quassolo.
1. ↑  https://demo.istat.it/?l=it.